# Cratino
Cratino (in greco antico: Κρατῖνος?, Kratînos; Atene, dopo il 520 a.C. – dopo il 423 a.C.) è stato un commediografo greco antico, uno dei principali esponenti della commedia antica (l'Archaia) insieme a Eupoli e ad Aristofane.

## Biografia
Le date della nascita e della morte sono congetturali e si basano sulla notizia che non sopravvisse a lungo alla sua ultima vittoria con la commedia La damigiana, del 423. Secondo Suda, il nome di suo padre era Callimede e lui stesso esercitò la carica di tassiarco.
Eusebio di Cesarea registra che esordì negli anni 454-453 a.C. con la sua prima commedia, mentre un anonimo trattato sulla commedia parla di una sua prima vittoria dopo il 437 a.C., quando aveva ormai più di 80 anni. Gli sono attribuite, comunque, trentun commedie, di cui nove ottennero vittorie nei concorsi drammatici.
Aristofane nella sua Pace (421 a.C.) narra, parodicamente, che Cratino sarebbe morto di crepacuore per la rottura di una giara di vino ad opera degli spartani durante un'invasione dell'Attica, evento che dovrebbe essere anteriore alla Pace di Nicia (421 a.C.).

## Opere
Delle commedie di Cratino ci restano 462 frammenti e i seguenti titoli: Archilochoi ("Gli Archilochi") (circa del 448 a.C.); Boukoloi ("I vaccari"); Bousiris ("Busiride"); Deliades ("Donne di Delo"); Didaskaloi ("Gli insegnanti"); Drapetides ("Le femmine corritrici"); Empipramenoi ("Uomini di fuoco") o Idaioi ("Gli Idiani"); Euneidai ("Ragazzi di Euno"); Thrattai ("Donne di Tracia"); Kleoboulinai ("Le Cleobuline"); Lakones ("I Laconi"); Malthakoi ("Pochi ma buoni"); Nemesis ("Nemesis"); Nomoi ("Le leggi"); Odysseis ("Gli Odissei"); Panoptai ("Le veggenti"); Ploutoi ("Gli dèi della ricchezza"); Pylaia ("La riunione di Pila"); Satyroi ("Satiri"), piazzatasi al secondo posto nel 424 a.C.; Seriphioi ("Uomini da Serifo"); Trophonios ("Trofonio"); Cheimazomenoi ("Uomini della tempesta"), piazzatasi al secondo posto nel 425 a.C.; Cheirones ("Seguaci di Chirone"); Horai ("Le Ore"); Dionisalexandros ("Dionisalessandro").
Come abbiamo visto, Aristofane, nella Pace (come, apparentemente, altri commediografi non pervenutici) lo accusa di essere un inveterato beone e una conferma di questo tratto della sua personalità ci giunge dall'argomento della sua ultima commedia (Pytine, cioè, La Damigiana).
Le sue commedie, comunque, affrontavano argomenti politici, filosofici, letterari oppure parodie dei miti, come risulta dalla trama - ritrovata in un papiro - del Dionisalessandro, del 430 a.C. circa.
Secondo gli autori antichi lo stile di Cratino, pur ancora molto legato al passato, ricorreva all'ingiuria diretta e spesso pesante nei confronti dei propri avversari, per la qual cosa viene considerato il "fondatore della commedia politica". Non a caso è il primo a chiamare in una sua commedia, Pericle (495-429 a.C.) "tiranno", come visibile in questi esempi, dai Chironi:
Crono,unitisi reciprocamente

generarono un grandissimo tiranno, 

che "kephalegeretes"

gli dei chiamano.
 
E Impudicizia gli genera Era-Aspasia,

concubina dal volto canino.»
(Frr. 258-259 K.-A. - trad. A. D'Andria)